# Cerkiew św. Eliasza w Moskwie (Chamowniki)
Cerkiew św. Eliasza – prawosławna cerkiew w Moskwie, w rejonie Chamowniki.
Pierwsza cerkiew na miejscu współczesnej (XXI w.) świątyni powstałą w 1592 w ciągu jednego dnia (ros. обыдень), stąd popularny przydomek obiektu, „jednodniowy” (ros. «Обыденный»). Była to świątynia drewniana. Murowaną cerkiew na jej miejscu wzniesiono w 1702 według projektu I. Zarudnego, z fundacji Fieodora Dieriewnina. W 1868 do obiektu dostawiono dzwonnicę i refektarz. Powiększoną cerkiew poświęcił metropolita moskiewski Innocenty.
Cerkiew pozostawała czynna od momentu swojej budowy, także w czasach ZSRR. Po zamknięciu moskiewskiego monasteru Poczęcia św. Anny zamieszkały przy nim przebywające w nim mniszki i posłusznice. Nastąpiło to w 1927, do cerkwi św. Eliasza przeniesiono także część wyposażenia ze zlikwidowanych klasztornych cerkwi. W okresie sprawowania urzędu patriarchy moskiewskiego i całej Rusi w cerkwi regularnie służył patriarcha Pimen.